# 了翁道覚

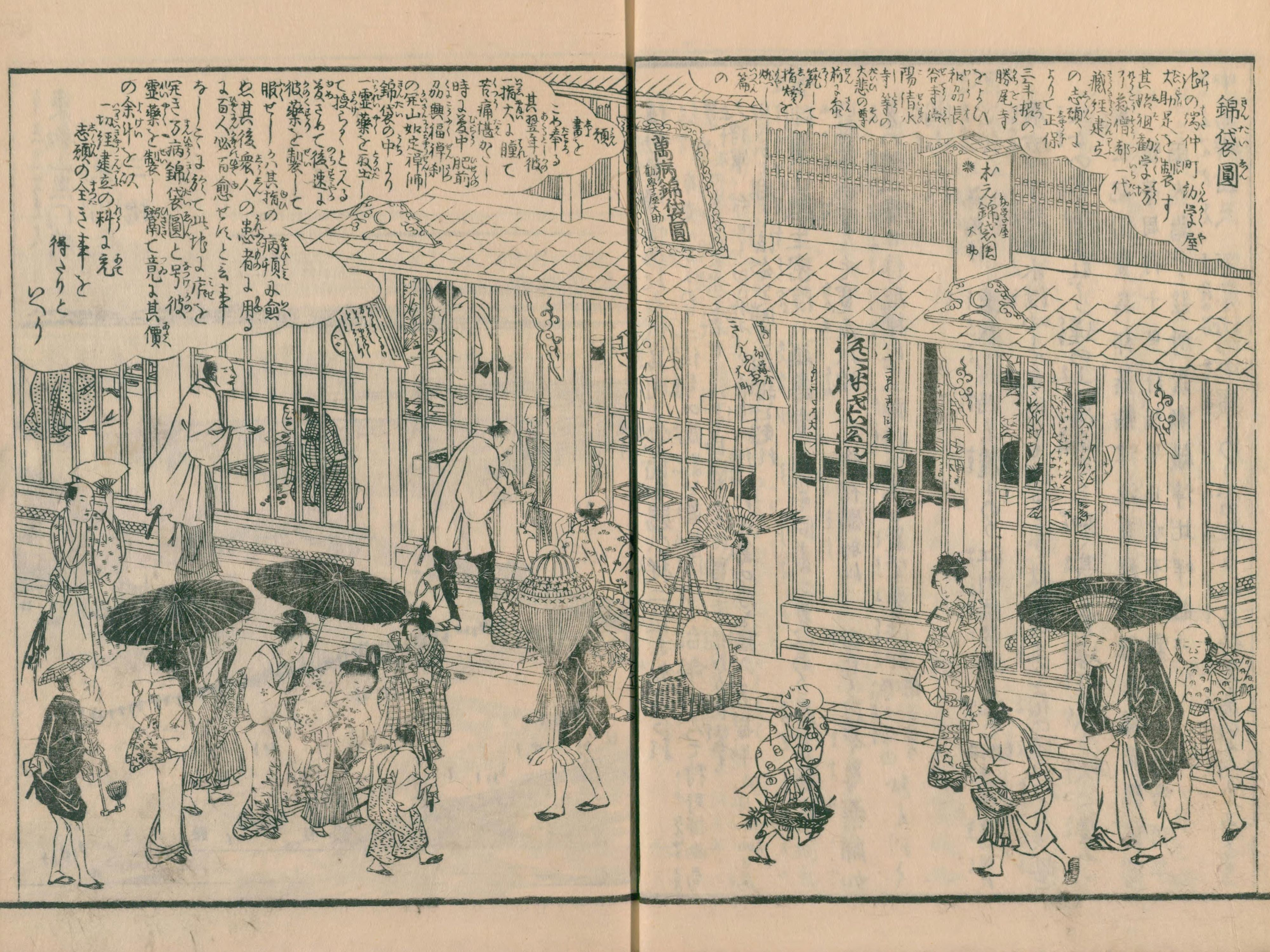
妙薬「錦袋円」を売る勧学屋（『江戸名所図会』より）

了翁道覚（りょうおう どうかく、寛永7年3月18日（1630年4月29日） - 宝永4年5月22日（1707年6月21日））は、江戸時代前期、教育文化、社会福祉、公共事業など各種の社会事業に貢献した黄檗宗の僧。出羽国雄勝郡八幡村生まれ。初め名を祖休といい、後に道覚とあらためた。号も初めは了然といい、後に了翁にあらためた。

## 生涯

### 生い立ち
了翁道覚禅師は寛永7年3月18日（1630年4月29日）に出羽国雄勝郡八幡村前田（現秋田県湯沢市幡野）の貧農、鈴木家に生まれた。父の名は重孝。禅師の幼名は与茂治であった。生家は同地の曹洞宗普門山慈眼寺の門前にあったとされるが今はない。翌寛永8年（1631年）、母が死亡。貧窮により同郡高屋敷村の高橋家の養子となるが、やがて養父母とも死亡し、そののち各地を転々とした。このように了翁の幼少時代は恵まれないものであった。11歳のときには、不吉な悪児とされ、真言寺院に預けられた。

### 出家と誓い

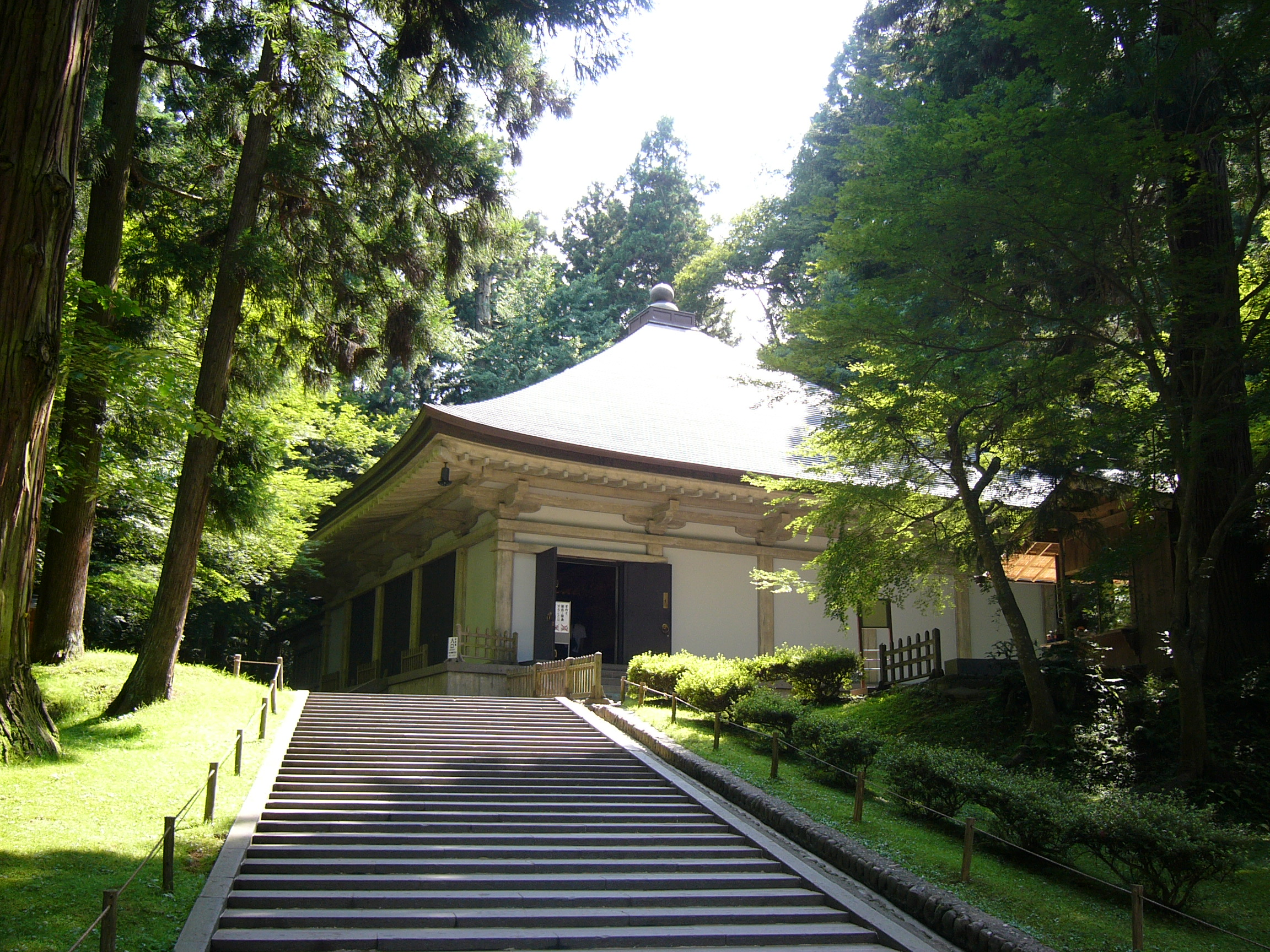
中尊寺金色堂覆堂

寛永18年（1641年）、12歳のときに雄勝郡岩井川村（現東成瀬村岩井川字東村）の曹洞宗長渓山龍泉寺の寺僕となって、2年間この寺に起居、剃髪して仏門に入った。寺に出入りしていた加賀浪人・斎藤自得が代わりの寺僕を見つけて来たため、禅師は寺僕の任を逃れ得て出家修行が可能になった。
寛永20年（1643年）、14歳の了翁は陸奥国（後の陸中国）平泉の中尊寺（岩手県平泉町）を詣でたが、その際、多くの経典がすでに散逸してしまっていることを知った。特に藤原清衡奉納の宋版大蔵経の多くが失われていることを嘆き、近隣を探し回り、今日国宝の一部として知られる金銀交書（紺紙金銀交書大般若経）6巻を返納した。さらにこれ以後、散逸した経典や群書の蒐集と一切経蔵建立の運動に一生を捧げることを誓った。

### 若き修行僧
正保元年（1644年）、郷里の父を見舞いに帰って八幡神社に祈願しているが、こののち大願成就のため、八幡神社をはじめ各地で修行と学問の生活を続けている。八幡神社には約4年とどまり、神社に籠もって丑の刻詣でなどの厳しい修行に明け暮れたという。また、修行時代の了翁はこの神社に杉苗580株余り を植えたという。この間、18歳のときに米沢の亀岡文殊堂（山形県高畠町）に祈願している。
慶安元年（1648年）、仙台藩松島（宮城県松島町）の瑞巌寺にうつり、雲居希膺禅師より五戒を授戒している。さらに、翌慶安2年には出羽国久保田城下（秋田県秋田市）の天徳寺に掛錫し、同年上野国雙林寺（群馬県渋川市（旧子持村））において100日間、火食を断じて諏訪明神に参篭する荒修行をおこなった。

### 隠元との出会い

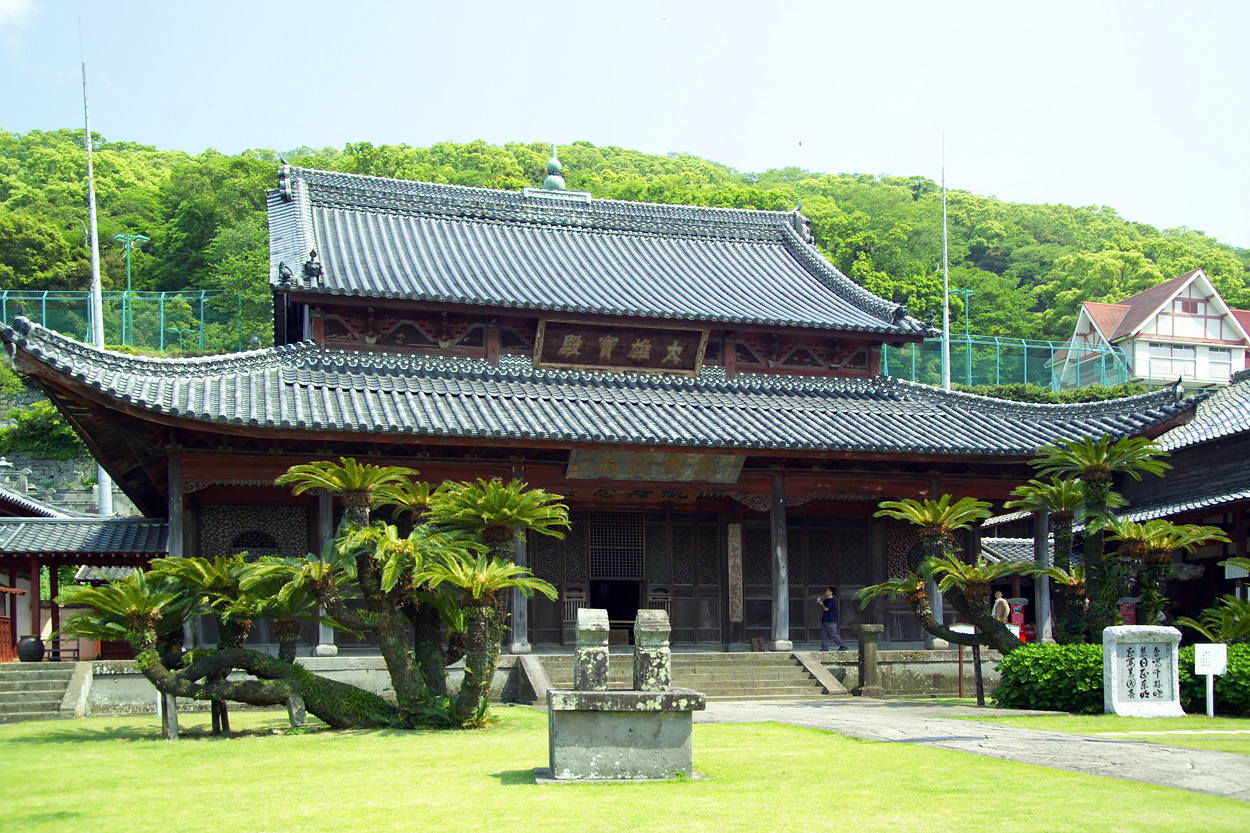
長崎興福寺の大雄宝殿

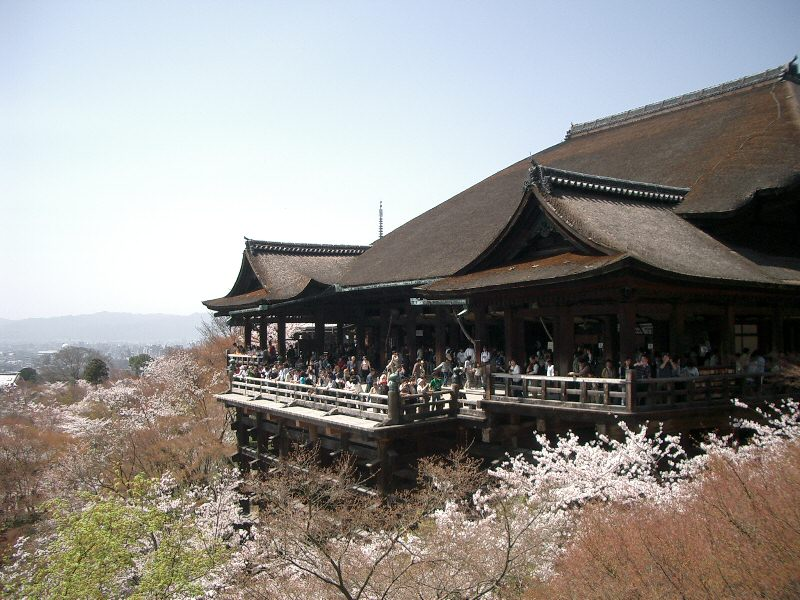
清水寺本堂と舞台

承応3年（1654年）、同学の僧より明の高僧隠元隆琦が来日する話を聞いて肥前国長崎に赴き、崇福寺で道者超元に参禅したのち、同年7月、興福寺（長崎県長崎市）に滞留中の隠元を訪ね、入門を許された。ところが間もなく大病に冒されたため、療養のため佐賀を経て翌承応4年江戸に向い、さらに郷里の八幡村に戻って父のもとで加療に努めた。神仏に対して病魔に身を捨しても本望との願を立てた結果、数日でようやく全快したので再び摂津嶋上（大阪府高槻市）の普門寺にあった隠元に私淑して求道に励み、明暦2年（1656年）、隠元が山城国宇治に黄檗山萬福寺（京都府宇治市）を開くにあたって尽力した。

### 砕指断根
その後も了翁の修道生活は続き、長崎に赴き即非如一に参禅したりした。その姿勢はきわめて真剣なもので、寛文2年（1662年）にはついに「愛欲の源」であり学道の妨げであるとしてカミソリで自らの男根を断った（羅切）。梵網経の持戒を保ち、日課として十万八千仏の礼拝行を100日間続けた時のことであった。同年、その苦しみのため高泉性潡禅師にともなわれて有馬温泉（兵庫県神戸市）で療養している。摂津の勝尾寺では、左手の小指を砕き燃灯する燃指行を行い、観音菩薩に祈願している。
翌寛文3年（1663年）には長谷寺（奈良県桜井市）、伊勢神宮（三重県伊勢市）、多賀大社（滋賀県多賀町）にも祈願している。さらに同年、了翁は京都清水寺に参籠中、「指灯」の難行を行った。それは、左手の指を砕いて油布で覆い、それを堂の格子に結びつけて火をつけ、右手には線香を持って般若心経21巻を読誦するという荒行であった。このとき了翁34歳、左手はこの荒行によって焼き切られてしまった。
この頃の了翁は、苦行のかたわら義浄の『南海寄帰内法伝』、玄奘の『大唐西域記』を読み、天竺に入って経論を集めた中国の高僧の偉業を偲んで、大蔵経蔵建立と内外の図書聚集の大願成就の決心をいよいよ固くしたとされている。

### 霊夢と「錦袋円」

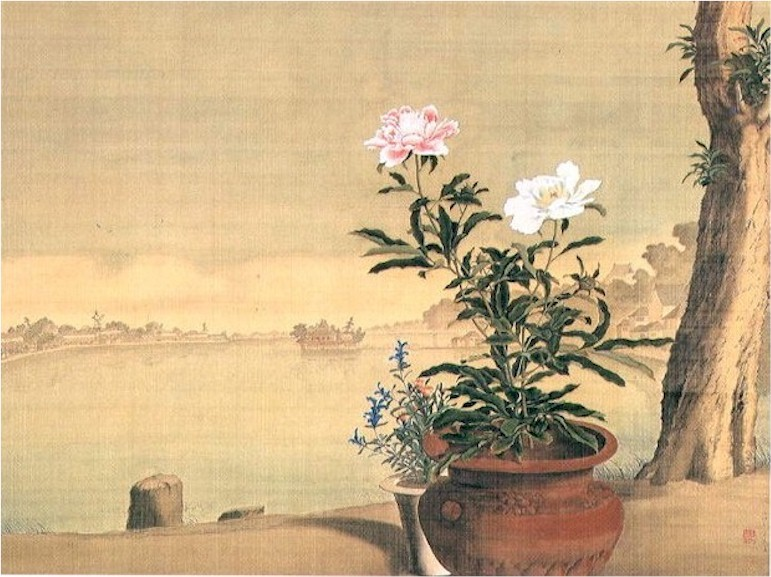
小田野直武『東叡山不忍池』（1770年代の作）秋田県立近代美術館所蔵

寛文5年（1665年）、36歳となった了翁は黄檗山萬福寺を下り、寺塔の建立と蔵経の奉納の誓願を立て、そのための募金の旅に出、畿内を発して奥羽地方から関東に及び、多くの人々から喜捨をうけた。江戸では旗本の松平孝石邸に滞泊していたが、そのとき指灯の旧痕が再び痛み出した。一心に観世音菩薩を念じて平癒を祈ったある日、了翁は霊夢をみたという。
それは、長崎興福寺を開いた明の高僧黙子如定が夢枕に現れ、霊薬の製法を与えるという夢だった。そのとおり薬を調整して患部に塗ると間もなく指痛は鎮まった。その後、羅切の痛みが再発したときも、如定の霊薬により平癒した。また、飲用すると心身爽快になったといわれる。この妙薬を人々に施せば功徳があると考えた了翁は、浅草の観世音菩薩に祈念し、籤を3度ひいて「錦袋円（きんたいえん）」と名づけた。薬の効能は素晴らしいもので、傷病に苦しむ多くの人を救ったとされる。
錦袋円は、江戸上野の不忍池のほとり（現池之端仲町）に構えられた店舗でも売られた。甥の大助に経営を任せたところ、これが評判を呼んで飛ぶように売れ、江戸土産にまでなり、寛文10年（1670年）には金3,000両を蓄えるまでに至った。「勧学里坊（勧学屋）」と名付けられた薬舗の看板は、水戸光圀の直筆の文字を左甚五郎が彫ったものともいわれており、『江戸名所図会』にも「池之端錦袋円店舗の景」が描かれている。

### 経堂と文庫の建立

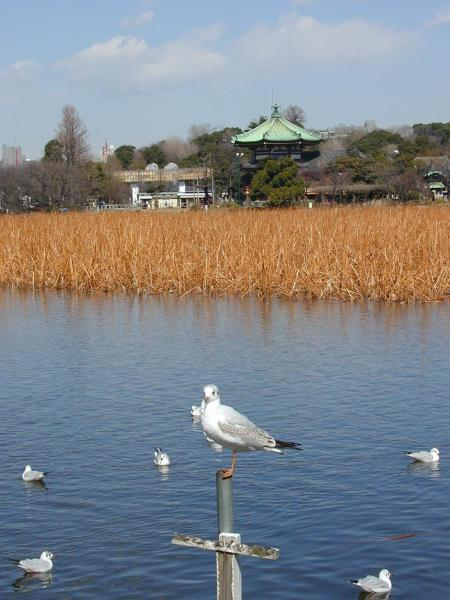
現代の不忍池（奥は弁天堂）

寛文10年（1670年）、錦袋円の売上金3,000両をもとに、300両で宿願の大蔵経（天海版大蔵経6,323巻）を購入した。さらに輪王寺宮初代の守澄法親王の許可を得て、不忍池に小島（「経堂島」）を築き、そこに2階建の経堂を建てて大蔵経を納めた。その後、京都の東福寺塔頭普門院に行き、聖一国師円爾の像を礼拝し、座元を務めた。また、号を了然より了翁に改めた。
寛文11年（1671年）、水面に近い位置に建てられた経堂を上部に移築し、広く内外の典籍を蒐集、識者の披閲に供し、堂内に如定将来の三聖像を安置した。また、伊勢の安養寺の門前に施薬館を建てたほか、京都の泉涌寺の門前にも施薬所を設置して、5万5千袋余に及ぶ錦袋円を処方した。
寛文12年（1672年）には棄児十数人の養育をはじめている。また、同年、上野寛永寺のなかに勧学寮を建立し、教学の専任となった。並立した文庫6棟には和漢の書籍を収蔵し、僧侶ばかりではなく、一般にも公開した。これは、日本初の一般公開図書館であったばかりでなく、閲覧者のなかで貧困の者や遠来の者には飯粥や宿を与えるという画期的な教育文化施設であった。
勧学寮で寮生に与えられた食事は質素なものであったが、おかずとしては、了翁が考案したといわれる漬物が出された。大根、なす、きゅうりなど野菜の切れ端の残り物をよく干して漬物にしたもので、輪王寺宮がこれを美味とし「福神漬」と命名、巷間に広まったとされる。勧学寮ではまた、経済的に窮乏している者に対しては授業料が免除された。
なお、延宝2年（1674年）には江戸芝白金の瑞聖寺にも経蔵を建て大蔵経を完置したほか、約5,000巻の漢籍を納めた。こうした功績が認められ、延宝6年（1678年）、了翁には台、密、禅の兼学の法印が、上州の長楽寺において授けられている。

### 大火と飢饉
延宝8年（1680年）5月に将軍徳川家綱が死去、霊廟を東叡山寛永寺のなかに造営することとなったため、寛永寺は山内の塔頭4ヵ院の地をこれに充当し、代地を別に賜わっている。そのおり了翁は、代地のうち余った所に経蔵と学問所の建立を御法事総奉行大久保忠朝に願い出ている。また、稲葉正則の助力により、明版続蔵大蔵経1万巻余と外典5千巻余を入手し、瑞聖寺に寄進している。なお、翌年には、了翁と同年生まれでともに隠元に学んだ鉄眼道光が黄檗版大蔵経6,923巻を刻刊している。
天和2年（1682年）には、天和の大火いわゆる「八百屋お七の火事」により、買い集めていた書籍14,000巻を失ったが、それでもなお被災者に青銅1,100余枚の私財を分け与え、棄て児数十名を養い、1,000両で薬店を再建し、1,200両で勧学寮を完工させ、台風で倒壊した日蓮宗の法恩寺を再建するなど自ら救済活動に奔走した。
天和3年（1683年）、前年の火災の被災民のため約1,300両もの義捐金を供出したほか、餅を配ったり、迷子の親を探したり、焼死者を埋葬したりと献身的な活動をつづけた。この年はまた関西では飢饉が起こっているが、ここでも銭1,100余貫、黄金1,000両を施して救済に手をさしのべた。当時の江戸の人々はこうした了翁を「如来様」と呼んで敬慕したという。

### 勧学寮の増築

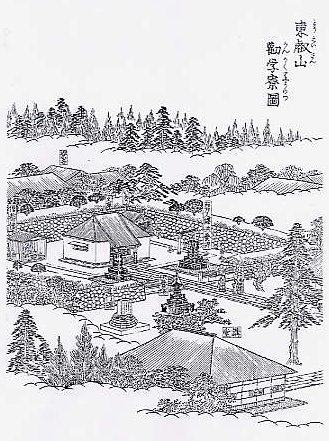
勧学寮（『江戸名所図会』より）

先年より了翁が願い出ていた件については、新しく輪王寺宮となった守全法親王（のち天真法親王を名乗る）と東叡山両知事の了解を得、幕府の寺社奉行秋元喬知の取り計いもあって新しく東叡山領となった地の一部を賜わった。
貞享元年（1684年）、勧学寮が増築された。内外の典籍3万余巻を備えることとなった文庫と経堂は新しい勧学寮に移され、経蔵・文庫・講堂・方丈と、その周囲には北寮、南寮、西寮、東寮の四寮が建設された。1尺5寸の釈迦像を安置して本尊とした。。このとき、かつての東叡山所化寮が勧学寮に合同されることになった件については、一部に根強い反対があり、了翁の毒殺を企てる事件も数回発生したという。
勧学寮の寮舎は200間もあり、主要な建物の四方を囲んで建てられていたので俗に「百軒長屋」とも呼ばれていた。勧学寮では毎日、仏教、儒教、道教が講じられた。勧学寮の受講者600名余り、一般利用者400名余りを数え、盛況を呈した。貞享元年には了翁の功績を伝えるため、寛永寺境内に等身大の銅像が建立された。このとき了翁は55歳となっていた。こののち勧学寮の僧徒は盛時には900名を越え、運営のための基金として常に金1,200両を備えていたとされる。

### 3宗21カ寺への寄進
貞享2年（1685年）、輪王寺の守全法親王より勧学寮権大僧都法印に任じられた。このとき了翁は、講師として当代の碩学を招きたい旨を法親王に訴えている。
同年、仁和寺の寛隆法親王の縁で高野山金剛峯寺の塔頭光台院に経蔵を設立し、鉄眼一切経（鉄眼道光の大蔵経）を納めたほか、この年より元禄7年（1694年）まで天台・真言・禅の3宗21カ寺に経蔵を寄進している。その内訳は、
- 禅宗…山城国萬福寺、同仏国寺、武蔵国瑞聖寺、美濃国小松寺、伊勢国円福寺、大和国法徳寺、遠江国宝林寺
- 天台宗…武蔵国寛永寺、同金讃寺、近江国延暦寺、下野国宗光寺、山城国興聖寺、上野国長楽寺、常陸国月山寺
- 真言宗…紀伊国高野山光台院、同泰雲院、同新別所、河内国延命寺、同神鳳寺、大和国東浄寺、武蔵国霊雲寺

である。以上21カ寺の経蔵を建立して大蔵経を安置し、その他群書や漢籍など58,005巻を集蔵すべき光石院文庫も建て、これらの維持費も寄進した。
さらに、元禄2年（1689年）、郷里の八幡神社に浄財を寄進して神社を再興した。このとき、「八色八筋の旗」などの宝物を神社に奉納している。また、比叡山に赴き、50両を寄進している。

### 了翁の諸活動
了翁は、これらの活動のほか、宇治大火でも救済活動をおこない、省行堂の建立や観音小像の施与、さらに親友鉄牛道機禅師の干拓事業を援助したり、宇治五ヶ庄の灌漑工事を起こすなど産業発展にも貢献した。また、江戸をはじめ全国に約30もの公開または半公開の図書館を建立して世人に読書研究を勧めたほか、講座を開き、貧しい読書人には給食を施した。特に公開図書館を一個人の力で数多く開設したことでは世界でも他に例がないといわれる。

### 晩年と最期

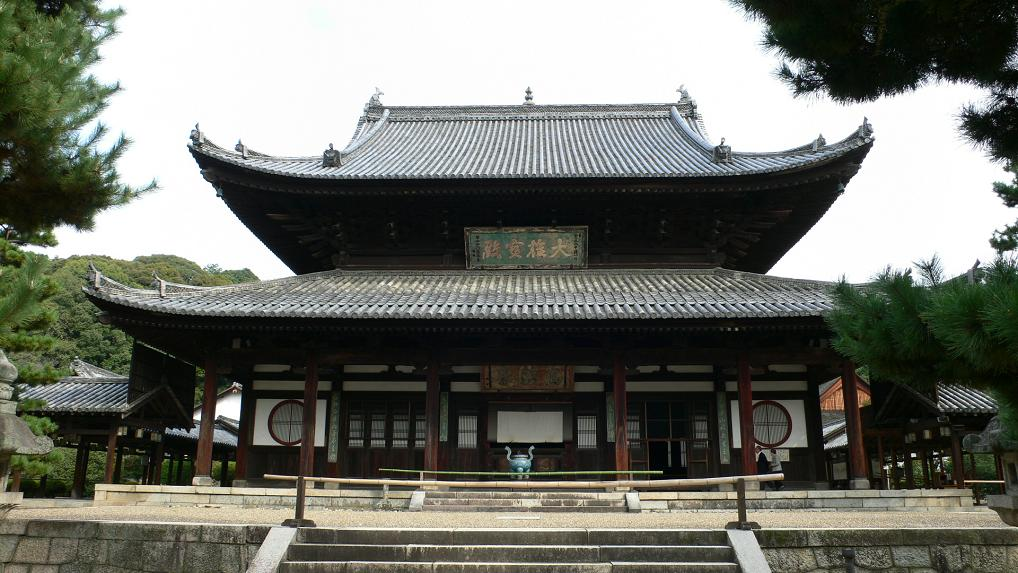
萬福寺大雄宝殿

元禄5年（1692年）、高泉性潡（隠元の孫弟子）の黄檗山第五世晋山祝に巨額の浄財を寄進した。夏安居の際には知浴の任を受けた。その他、山内の諸堂や塔頭の維持費や修理費を寄進した。
元禄7年（1694年）、了翁は江戸を離れ、宇治黄檗山に登り、老後の修行のため山門の左手に天真院を建てて自房とし、そこに住んだ。翌元禄8年（1695年）には68歳で高泉禅師の印可を受けて嗣法した。翌年、天真院に天真院文庫を建てている。また、天真院の井戸が枯渇したため、古井戸を掘り当て、再来井と称した。さらに元禄10年（1697年）には黄檗山内、天真院の隣に自得院を建てたが、これは12歳のときに仏門に導いてくれた恩人斎藤自得を記念して名付けたものであった。同年、宇治の五ヶ庄40町歩の灌漑開田工事をおこなっている。
元禄12年（1699年）、70歳となった了翁は自らの古稀を記念して観音小銅像33万3,333体をつくり、人々に施している。また、寛永寺の勧学寮に、修築費として300両を寄進している。翌年正月、江戸に赴き寛永寺に逗留するも、左胸に悪腫ができ、自得院に戻った。
そして、元禄14年（1701年）には伏見の仏国寺の第4代の住職となった。これは、それまで明国出身の僧が務めていたもので、日本人としては初めての栄誉であった。なお、翌元禄15年には、8月に仏国寺を退山し、自得院に戻っている。八幡村に帰郷し、前年の雄物川の氾濫による「白髭の洪水」と呼ばれた水害の犠牲者を供養するため、雄物川から石を千個集め、その一つ一つに経文を墨書して埋める「一字一石塔」経塚 を建てた。
元禄16年（1703年）11月、江戸大火があり勧学寮は類焼した。了翁74歳のときであった。不忍池中に経蔵文庫を設立してから31年が経過していた。勧学寮は諸宗の学徒が競い学び、天台学徒の修行の道場ともなっていた。ここにおいて公弁法親王は将軍徳川綱吉に対し、爾後は公儀建立とする旨を願い出た。一方再建のため宇治より江戸に来ていた了翁は法親王に御礼のために言上し、法親王は老体の了翁をねぎらった。このとき了翁は法親王より白綴鈔二疋を賜わっている。その後、勧学寮は幕府所管の勧学講院として再興されたが、了翁の遺徳をあらわすため客殿を建ててその偶居とした。
宝永4年（1707年）、断食行7日間をおこない、弟子たちに後事を託した。5月21日、死期を悟って坐禅を始めた了翁に、弟子たちが臨終での最後の教えの言葉を求めると、了翁はいったん断ったが重ねて強い求めがあったため、筆で大円を描き、その下に「咄咄、二十二日 了翁書」と記した。その書のとおり、宝永4年5月22日（1707年6月21日）了翁は78年の生涯を閉じた。遺言により、獅子林、仏国寺、法苑院、自得院などの諸寺院に対し、500両を寄進している。
2007年（平成19年）、上野寛永寺では了翁の命日にあたる5月22日に盛大な300年法会が執りおこなわれた。同年6月22日には、生地に近い湯沢市の慈眼寺でも「入寂300年法要」と「了翁禅師木像開眼法要」が執りおこなわれた。木像（高さ50cm、幅45cm）は千葉県在住の僧侶濱名徳永が1ヶ月前に慈眼寺に寄進したものであった。

## 著書
- 『開堂録』